# Очки в золотой оправе (фильм, 1987)
«Очки в золотой оправе» (итал. Gli occhiali d’oro) — кинофильм, снятый итальянским режиссёром Джулиано Монтальдо по одноимённому роману (1958) Джорджо Бассани.

## Сюжет
Действие происходит в итальянском городе Феррара. В фильме переплетаются две сюжетные линии.
Основная сюжетная линия проходит в Италии времён диктатуры Муссолини, когда началось преследование евреев. Из университета Болоньи выгоняют профессоров-евреев. Студенты из еврейской общины города Феррары, в частности Давиде Латтес, мечтающий стать писателем — также испытывают притеснения.
Другая сюжетная линия — история импозантного одинокого холостяка в очках с золотой оправой — доктора Фадигати, которому навязывает своё общество молодой и самодовольный боксёр-любитель Эральдо, нагло пользующийся деньгами и положением доктора. Он своим вызывающим поведением компрометирует доктора и подрывает добропорядочную репутацию Фадигати среди жителей Феррары.
Давиде, друг Фадигати, наблюдает его историю с Эральдо и сопереживает вместе с доктором. Он, покинутый любимой женщиной Норой ради фашистского чиновника, в конечном итоге становится единственным собеседником опозоренного и ушедшего со службы Фадигати.
Однако против этого общения восстаёт семья Латтеса, испугавшаяся ещё больших проблем, в случае, если станет известно о дружбе Давиде с отвергнутым обществом человеком. Понимая, что в фашистской Италии для него нет будущего, доктор Фадигати кончает жизнь самоубийством (топится в реке).

## В ролях
- Филипп Нуаре — доктор Фадигати
- Руперт Эверетт — Давиде Латтес
- Валерия Голино — Нора Тревес
- Стефания Сандрелли — синьора Лавеццоли
- Никола Фаррон — Эральдо
- Раде Маркович — Бруно Латтес
- Роберто Герлицка — профессор Перуджия
- Ивана Деспотович — Карлотта

## Саундтрек
Ennio Morricone — Gli Occhiali D’Oro (Original Soundtrack)
- 1 Gli Occhiali D’Oro 3:00
- 2 Nore E Davide 3:00
- 3 Persecuzione Storica 1:53
- 4 Tensione Sentimentale 2:25
- 5 A Cena Con I Ragazzi 3:15
- 6 Gli Occhiali D’Oro 3:15
- 7 Nodi Di Nudi 2:48
- 8 Ricordo Del Ghetto 3:08
- 9 Ultimo Dialogo 6:33
- 10 In Treno 1:38
- 11 1938 La Festa 4:36

## Премии
За музыку к фильму Эннио Морриконе получил в 1988 году свою первую в карьере национальную кинопремию Италии «Давид ди Донателло».